# باشگاه فوتبال آریس لیماسول
باشگاه فوتبال آریس لیماسول (انگلیسی: Aris Limassol FC) یک باشگاه فوتبال در لیماسول، قبرس است
این باشگاه که در سال ۱۹۳۰ میلادی تأسیس شده سابقه دو قهرمانی در لیگ دسته دوم فوتبال قبرس و یک نایب قهرمانی در جام حذفی فوتبال قبرس در کارنامه دارد.